# Cis Schepens
Francis (Cis) Schepens (Retie, 11 mei 1948) is een voormalig Belgisch politicus voor de PVV / VLD / Open Vld. Hij was Vlaams Parlementslid en burgemeester van Retie.

## Levensloop
Schepens studeerde in 1968 af in de industriële scheikunde aan het Hoger Rijksinstituut voor Technisch Onderwijs in de Kernenergiewetenschappen in Mol en behaalde in 1992 een getuigschrift als veiligheidsdeskundige aan het Provinciaal Veiligheidsinstituut in Antwerpen.
Van 1967 tot 1972 was hij aan de slag als zelfstandige en vervolgens werkte Schepens van 1972 tot 1991 als scheikundige in het Studiecentrum voor Kernenergie in Mol. Van 1992 tot 2008 was hij finaal technisch directeur bij de Vlaamse Instelling voor Technologisch Onderzoek.
In oktober 1976 werd Schepens voor de lokale lijst Nieuw Retie verkozen tot gemeenteraadslid van deze gemeente. In 1978 richtte hij in Retie een plaatselijke afdeling van de liberale PVV op, dat in 1992 tot VLD en in 2007 tot Open Vld werd hernoemd. Tevens werd hij bestuurslid van de arrondissementiële afdeling in Turnhout, waarvan Schepens van 1983 tot 1993 voorzitter was. Schepens bleef gemeenteraadslid van Retie tot eind 2013 en was van 2001 tot 2012 burgemeester van de gemeente.
In maart 1983 kwam Cis Schepens per opvolging in de provincieraad van Antwerpen terecht. Hij bleef provincieraadslid tot aan de verkiezingen van december 1987 en werd in november 1991 opnieuw verkozen in deze functie, die hij ditmaal uitoefende tot in juni 1999. In de provincieraad was Schepens van 1991 tot 1999 fractievoorzitter van zijn partij en was hij van 1991 tot 1994 derde secretaris en van 1994 tot 1999 tweede ondervoorzitter. Daarnaast legde hij zich toe op dossiers rond veiligheid, sociaal beleid, lokale audiovisuele media, wetenschappelijk onderzoek en de informatisering van de provinciale diensten. 
Bij de tweede rechtstreekse Vlaamse verkiezingen van 13 juni 1999 werd hij verkozen in het kiesarrondissement Mechelen-Turnhout. Hij bleef Vlaams Parlementslid tot juni 2004 en zetelde eerst tot 2002 in de commissie Economie, Landbouw, Werkgelegenheid en Toerisme en daarna tot 2004 in de commissie Binnenlandse Aangelegenheden, Huisvesting en Stedelijk Beleid. Bij de Vlaamse verkiezingen van 13 juni 2004 raakte Schepens vanop de zevende plaats van de VLD-lijst in de kieskring Antwerpen niet herkozen.